# Connor Wilkinson
Connor Wilkinson (Liverpool, 31 ottobre 1996) è un attore britannico.
È conosciuto soprattutto per aver interpretato il ruolo di Finn O'Connor nella soap opera Hollyoaks. Il 29 ottobre 2011 ha annunciato su Facebook che soffre di Dislessia, Disturbi Specifici di Apprendimento.

## Carriera
Nel giugno del 2010 è stato lanciato nel ruolo regolare di Finn O'Connor nella popolare soap opera Britannica per adolescenti Hollyoaks. Ha debuttato nella soap opera il 1º settembre 2010 e ha fatto la sua ultima apparizione il 19 settembre 2011.
Appena prima di ottenere la parte in Hollyoaks, Connor ha trascorso del tempo in Belgio e in Scozia per le riprese di un progetto pilota per un film per bambini basato sui libri di serie fantasy dei libri di Ulysses Moore. Inoltre, ha passato il tempo andando ogni sabato all'ABD drama school.

## Hollyoaks
Nel mese di gennaio 2010, il produttore della serie, Lucy Allan, ha lasciato il suo ruolo ed è stata sostituita da Paul Marquess, che ha subito iniziato un rinnovamento della serie. Diversi nuovi personaggi apparvero nella soap opera. La famiglia O'Connor era la terza nuova famiglia ad essere annunciata, insieme ad Alexandra Fletcher, attrice che precedentemente aveva lavorato nella soap opera Brookside (soap opera), che interpretava il ruolo della matrigna nella famiglia di Liverpool. Marquess ha commentato sulla famiglia: "Siamo molto entusiasti dell'arrivo degli O'Connors che ha fatto irruzione sugli schermi nel mese di agosto con una storia molto drammatica. E sono personalmente molto entusiasta di lavorare con il fantastico Alex Fletcher di nuovo" - "We're very excited about the arrival of the O'Connors who burst onto screens in August with a very dramatic storyline. And I'm personally very excited to work with the fantastic Alex Fletcher again."
Dopo l'arrivo di Finn, è stato annunciato che il personaggio di Amber Sharpe, interpretato dall'attrice Lydia Lloyd-Henry, avrebbe potuto essere coinvolto in una storia di sesso minorenne. Hollyoaks, con la collaborazione del programma educativo Battlefront del canale Channel 4, avrebbe raccontato la storia d'amore tra i due dodicenni, con la conseguente gravidanza di Amber.
Connor ha detto in un'intervista: "Io recito il più giovane della famiglia O'Connor e quasi immediatamente Finn si caccia nei guai! È stato fantastico essere coinvolti in una trama così forte fin dall'inizio" - "I play the youngest of the O'Connor family and almost immediately Finn landed himself in trouble! It was fantastic to be involved in such a strong storyline right from the start."
L'ultimo apparizione del personaggio è stata il 19 settembre 2011, tuttavia la sua partenza è stata annunciata solo nel mese di agosto 2012 dal produttore serie Emma Smithwick

## Filmografia
- Hollyoaks – serial TV, 30 episodi (2010-2011)